# Шаргородский район
Шаргоро́дский райо́н (укр. Шаргородський район) — упразднённая административная единица на западе центральной части Винницкой области Украины. Административный центр — город Шаргород.

## География
Площадь — 1140 км² (5-е место среди районов).
Основные реки — Мурафа, Мурашка, Ковбасна.

## История
10 сентября 1959 года к Шаргородскому району был присоединён Джуринский район.

## Демография
Население района составляет 58 386 человек (на 1 июня 2013 года), в том числе городское население 6 977 человек (11,95 %), сельское — 51 409 человек (88,05 %).

## Административное устройство
Количество советов (рад):
- городских — 1
- поселковых — 0
- сельских — 31

## Населённые пункты
Количество населённых пунктов:
- городов районного значения — 1
- посёлков городского типа — 0
- сёл — 55
- посёлков сельского типа — 6

Всего насчитывается 62 населённых пункта.

## Известные уроженцы
- Будкер, Герш Ицкович (1918—1977) — советский физик, академик АН СССР, основатель Института Ядерной Физики Сибирского Отделения АН СССР, автор многочисленных открытий в области физики плазмы и физики ускорителей.